# Ianuarie 1984
Acest articol este generat integral pe baza informațiilor din articolul 1984 și este actualizat periodic de un robot.
 Editările făcute în articol vor fi șterse la următoarea actualizare! Dacă doriți să faceți modificări, editați articolul-sursă.

ianuarie -
februarie -
martie -
aprilie -
mai -
iunie -
iulie -
august -
septembrie -
octombrie -
noiembrie -
decembrie
Ianuarie 1984 a fost prima lună a anului și a început într-o zi de duminică.

## Evenimente
- 1 ianuarie: Franța preia Președinția Consiliului Comunităților Europene.
- 10 ianuarie: SUA și Vaticanul au restabilit relații diplomatice, după o pauză de 117 ani.
- 24 ianuarie: Este lansat calculatorul Apple Macintosh.

## Nașteri

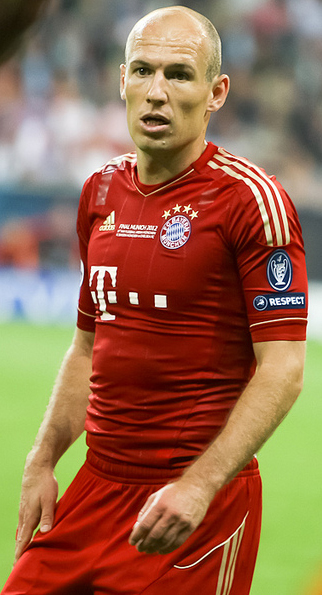
Arjen Robben, fotbalist olandez
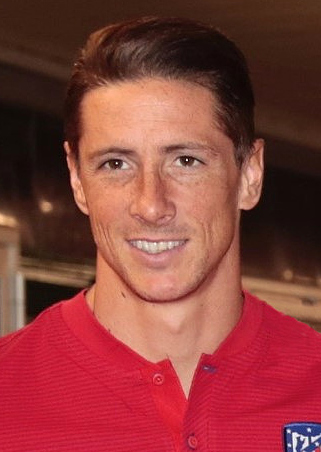
Fernando Torres, fotbalist spaniol
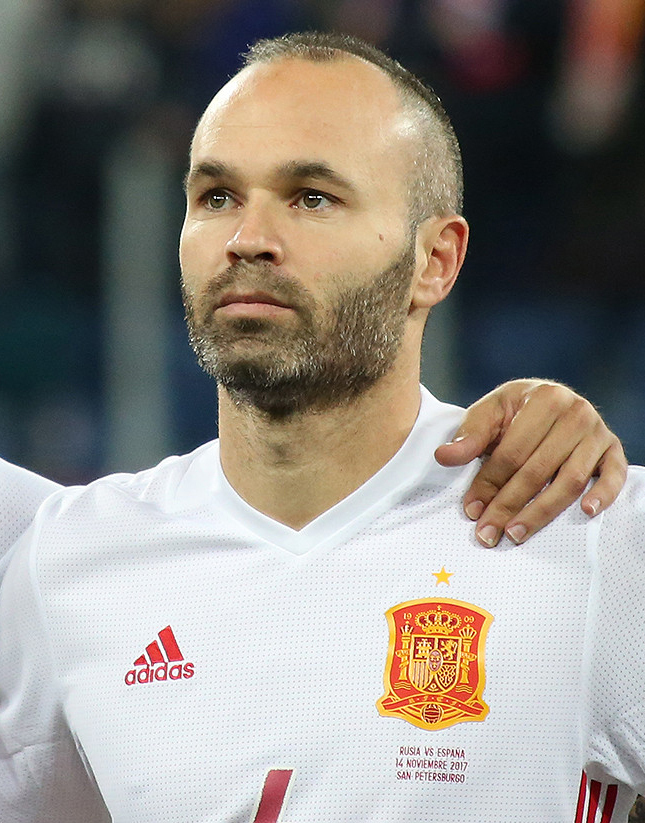
Andrés Iniesta, fotbalist spaniol
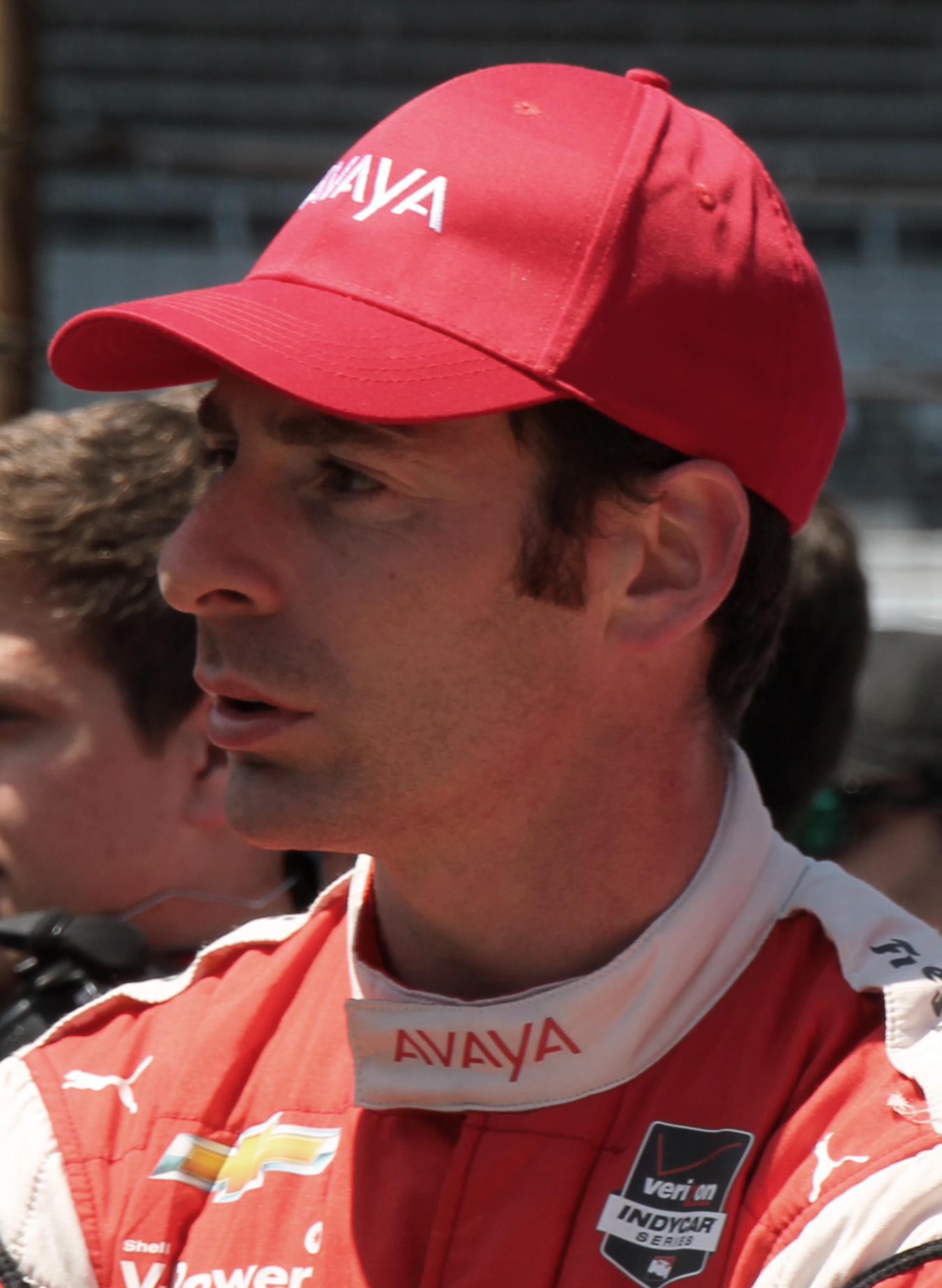
Simon Pagenaud, pilot francez de curse formula IndyCar

- 1 ianuarie: Ion Cebanu, politician din R. Moldova
- 1 ianuarie: José Paolo Guerrero (José Paolo Guerrero Gonzales), fotbalist peruan (atacant)
- 3 ianuarie: Andrea Cassarà, scrimer italian
- 4 ianuarie: Ioana Cristina Rotaru (n. Ioana Cristina Papuc), canotoare română
- 4 ianuarie: Ioana Papuc, canotoare română
- 6 ianuarie: Eric Trump (Eric Frederick Trump), om de afaceri american, filantrop, al treilea copil al lui Donald Trump
- 8 ianuarie: Kim Jong-un, al 3-lea lider suprem al Coreei de Nord (din 2012)
- 10 ianuarie: Marouane Chamakh, fotbalist francez (atacant)
- 10 ianuarie: Tadas Labukas, fotbalist lituanian (atacant)
- 11 ianuarie: Maria Elena Kyriakou, cântăreață cipriotă
- 11 ianuarie: Stijn Schaars (Stefanus Johannes Schaars), fotbalist neerlandez
- 12 ianuarie: Oribe Peralta (Oribe Peralta Morones), fotbalist mexican (atacant)
- 12 ianuarie: Natalia Morari, jurnalistă din R. Moldova
- 12 ianuarie: Romeo Surdu (Romeo Constantin Surdu), fotbalist român (atacant)
- 14 ianuarie: Remus Dănălache (Remus Cristian Dănălache), fotbalist român (portar)
- 14 ianuarie: Mia Martina, cântăreață canadiană
- 14 ianuarie: Veronica Alexandra Tecaru, cântăreață română
- 16 ianuarie: Pierre Boya, fotbalist camerunez (atacant)
- 16 ianuarie: Stephan Lichtsteiner, fotbalist elvețian
- 18 ianuarie: Makoto Hasebe, fotbalist japonez
- 19 ianuarie: Karun Chandhok, pilot indian de Formula 1
- 19 ianuarie: Andreea Vasile, actriță română
- 19 ianuarie: Aliona Savcenko, sportivă germană (patinaj artistic)
- 20 ianuarie: Bonnie McKee, cântăreață americană
- 21 ianuarie: Luke Grimes, actor american
- 21 ianuarie: Wes Morgan (Westley Nathan Morgan), fotbalist jamaican
- 22 ianuarie: Milan Mitić, fotbalist sârb
- 23 ianuarie: Valentin Ioviță, fotbalist român
- 23 ianuarie: Dragan Mrđa, fotbalist sârb (atacant)
- 23 ianuarie: Arjen Robben, fotbalist neerlandez (atacant)
- 24 ianuarie: Emerse Faé, fotbalist ivorian
- 24 ianuarie: Jung Jin-sun, scrimer sud-coreean
- 25 ianuarie: Stefan Kiessling, fotbalist german (atacant)
- 25 ianuarie: Robinho (Robson de Souza), fotbalist brazilian (atacant)
- 26 ianuarie: Antonio Rukavina, fotbalist sârb
- 30 ianuarie: Tan Xue, scrimeră chineză
- 30 ianuarie: Kid Cudi, cântăreț și producător de muzică american

## Decese
Sebastià Juan Arbó, 82 ani, scriitor spaniol (n. 1902)
Aurel D. Broșteanu, jurist și critic de artă român (n. 1904)
Costică Acsinte (n. Constantin Axinte), 89 ani, fotograf român (n. 1897)
Alfred Kastler, 81 ani, fizician francez (n. 1902)
Johnny Weissmüller (n. Peter Johann Weißmüller), 79 ani, sportiv și actor american de etnie șvăbească (n. 1904)
Frances Goodrich, 93 ani, scriitoare americană (n. 1890)